# Porto Barreiro
Porto Barreiro là một đô thị thuộc bang Paraná, Brasil. Đô thị này có diện tích 361,982 km², dân số năm 2007 là 3812 người, mật độ 14,5 người/km².